# Schmähkampagne gegen die Partei Bündnis 90/Die Grünen
Für eine Schmähkampagne gegen die Partei Bündnis 90/Die Grünen zeichnete im Wahlkampf zur Bundestagswahl 2021 das ehemalige CSU-Mitglied David Bendels mit seiner Agentur Conservare Communications GmbH verantwortlich. Bendels, der in der Vergangenheit über den Verein zur Erhaltung der Rechtsstaatlichkeit und bürgerlichen Freiheiten zur Wahl der Partei Alternative für Deutschland (AfD) aufgerufen hatte, teilte mit, dass es sich bei der Aktion um eine „zugespitzte Antigrünenkampagne“ handele, die in mehr als 50 Städten an über 3500 Standorten durchgeführt werde. Sprecher von mehreren im Bundestag vertretenen Parteien distanzierten sich von der Schmähkampagne.

## Kampagne
In deutschen Großstädten wurden ab 9. August 2021 unter anderem auf Werbeflächen der Ströer Media Plakate geschaltet, deren Optik den Werbeplakaten der Bündnis 90/Die Grünen in Farbgebung und Aufmachung ähnlich sehen. Allerdings lassen die abgebildeten Sonnenblumen die Köpfe hängen. Unter dem Motto „#GrünerMist 2021“ finden sich unter anderem Schlagwörter wie „Klimasozialismus“, „Ökoterror“, „Wohlstandsvernichtung“, „Industrievernichtung“ oder „Arbeitsplatzvernichtung“.
Die Kosten für die Kampagne wurde mit Stand 16. August 2021 auf mindestens 500.000 EUR geschätzt. Die Herkunft der finanziellen Mittel ist nicht öffentlich bekannt.

## Reaktionen
Der CDU-Generalsekretär Paul Ziemiak sicherte der Partei Bündnis 90/Die Grünen seine Solidarität zu: „Der Dreck, der aktuell von AfD- und NPD-Kreisen über die Grünen ausgegossen“ und „mit einer Plakatkampagne befeuert“ werde, sei „widerwärtig“. Auch Vertreter der SPD stellten sich gegen die Schmähaktion. Generalsekretär Lars Klingbeil äußerte in einem Tweet „#GrünerMist ist #Rechtermüll. Demokraten halten zusammen.“ und zeigte eine rotgrüne Kachel mit der Aufschrift „In den Farben getrennt, in der Sache vereint gegen Rechts“. Kevin Kühnert solidarisierte sich per Twitter mit den Grünen „und allen, die es als nächstes trifft“.
Der Grünen-Bundesgeschäftsführer Michael Kellner berichtete von einer „Welle der Solidarität und Unterstützung“. Ein Spendenaufruf, der einen Tag nach Beginn der Schmähkampagne gestartet worden sei, habe „binnen 42 Stunden mehr als 100.000 Euro eingebracht“.